# Dieter Eckstein (Dendrochronologe)
Dieter Eckstein (* 15. März 1939 in Glashütten; † 10. November 2021 in Reinbek bei Hamburg) war ein deutscher Holzbiologe und Dendrochronologe.

## Leben

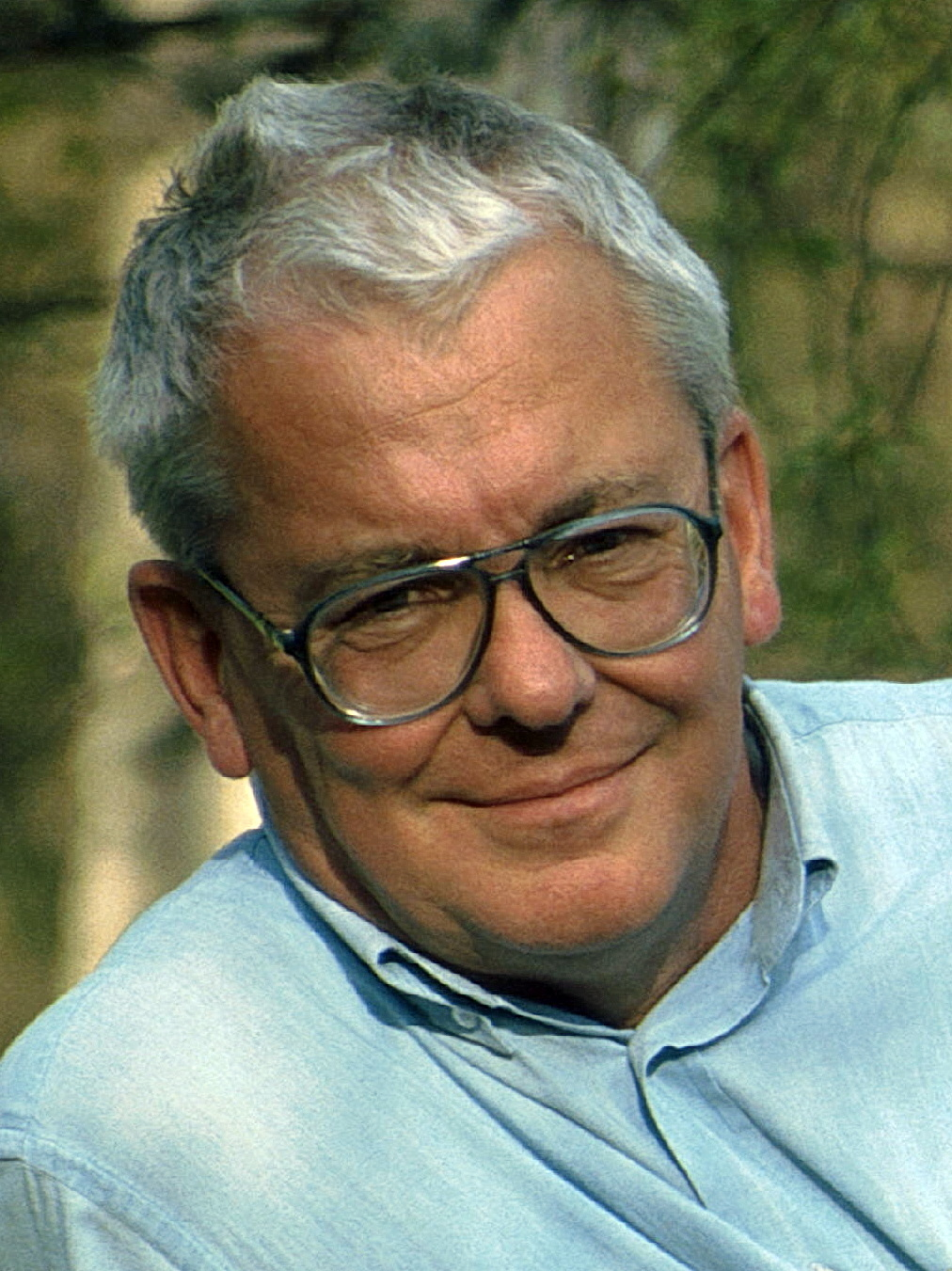
Dieter Eckstein

Dieter Eckstein wuchs in Glashütten am Südhang des Vogelsberges in Hessen als drittes Kind einer Försterfamilie auf. Sein Studium der Holzwirtschaft an der Universität Hamburg schloss er 1965 mit seiner Diplom-Arbeit im Bereich Holzbiologie ab, der sich seine Dissertation anschloss. Er baute den Forschungsbereich Dendrochronologie am Institut für Holzbiologie und Holzschutz in Hamburg auf und wurde zu einem der prominentesten Vertreter in diesem Gebiet in Europa.
1977 wurde Eckstein von der Universität Hamburg zum Professor für Holzbiologie ernannt. Von 1995 bis zu seiner Pensionierung im Jahr 2004 leitete er das Institut für Holzbiologie und Holzschutz der damaligen Bundesforschungsanstalt für Forst- und Holzwirtschaft, die er als Leiter zusätzlich von 2000 bis 2003 führte. Nach seiner Emeritierung 2004 widmete er sich noch mehrere Jahre der dendrochronologischen Forschung und Begleitung junger Wissenschaftler.
Sein Sohn Lutz Eckstein ist Professor für Biologie an der Karlstad Universität in Schweden.
Dieter Eckstein wurde auf dem Friedhof in Reinbek beigesetzt.

## Wissenschaftliche Arbeitsgebiete
Dieter Eckstein verfasste unter der Anleitung von Walter Liese und Josef Bauch seine Dissertation zum Thema „Entwicklung und Anwendung der Dendrochronologie zur Altersbestimmung der Siedlung Haithabu“, die er 1969 abschloss.
Mit dieser Arbeit gelang ihm erstmals in Norddeutschland die erfolgreiche dendrochronologische Altersbestimmung an historischen Objekten und die jahrgenaue Datierung der Wikingersiedlung Haithabu bei Schleswig. Er nutzte dazu computergestützte Methoden der Zeitreihenanalyse und entwickelte eine spezielle statistische Methode der Gleichläufigkeitsanalyse, so dass große Datenmengen digital ausgewertet werden konnten. Damit wurde Eckstein zu einem der Pioniere dieses Arbeitsgebiets.
In der Folgezeit datierte Eckstein mit seinen Mitarbeitern Kunstobjekte sowie zahlreiche historische Objekte im norddeutschen Raum. So geht unter anderem die Datierung der Lübecker Altstadt auf Eckstein und seine langjährige Mitarbeiterin Sigrid Wrobel zurück.
Die Etablierung der Dendrochronologie im osteuropäischen Raum, insbesondere in Polen und den baltischen Staaten sowie in Ostasien, ist eng mit Ecksteins Namen verbunden. Eckstein hatte aber auch Einfluss auf die Entwicklung der Tropischen Dendrochronologie und war hier wesentlich beteiligt an der Jahresringforschung an Teak in Thailand. Neben der Altersbestimmung befasste er sich mit Fragen der Dendroklimatologie und Dendroökologie sowie mit Stadtbäumen, der Baumpflege und der Biomechanik von Bäumen.

## Publikationen (Auswahl)
- Entwicklung und Anwendung der Dendrochronologie zur Altersbestimmung der Siedlung Haithabu. Dissertation, Universität Hamburg 1969.
- mit J. Bauch: Beitrag zur Rationalisierung eines dendrochronologischen Verfahrens und zur Analyse seiner Aussagesicherheit. In: Forstwiss. Centralbl. 88, 1969, 230–250.
- Tree-Ring research in Europe. In: Tree-Ring bulletin, 32, 1–17.
- mit E. Frisse, W. Liese: Holzanatomische Untersuchungen an umweltgeschädigten Straßenbäumen der Hamburger Innenstadt. In: European Journal of Forest Pathology 4, 1974, 232–244, 1974.
- mit F. Schwab, W. H. Zimmermann: Aufbau und Anwendung einer Jahreschronologie im Niedersächsischen Küstenraum. In: Probleme der Küstenforschung im südl. Nordseegebiet Verlagsbuchhandlung August Lax, Hildesheim 1979, Sonderdruck, Bd. 13.
- mit W. Liese: Relationship of wood structure to compartmentalization of discolored wood in hybrid poplar. In: Can. J. For. Res., 1979, 9, 205–210.
- mit R.W. Aniol: Dendroclimatological reconstruction of the summer temperatures for an alpine region. In: Mitt. forstl. Bundesvers. Anst. Wien, 1981, Heft 141.
- mit U. Sass: Dendroecological assessment of decline and recovery of fir and spruce in the Bavarian Forest. In: J .B. Bucher, I. Bucher-Wallin (Hrsg.): Air Pollution and Forest Decline, Birmensdorf, 1989, 255–260.
- mit I. Burgert, E. Schwab: Is there a coherence between the radial and axial strength of living trees? In: Allgemeine Forst- und Jagdzeitung 169 (6), 1998, S. 101–103.
- Wood science and art history: interdisciplinary research illustrated from a dendrochronological point of view. In: Constructing wooden images, 2005, S. 19–26